# Phytoseius qianshanensis
Phytoseius qianshanensis är en spindeldjursart som beskrevs av Liang och Ke 1981. Phytoseius qianshanensis ingår i släktet Phytoseius och familjen Phytoseiidae. Inga underarter finns listade i Catalogue of Life.